# Julio César Domínguez
Julio César „Cata” Domínguez Juárez (ur. 8 listopada 1987 w Arriadze) – meksykański piłkarz występujący na pozycji środkowego lub bocznego obrońcy, reprezentant Meksyku, od 2023 roku zawodnik Atlético San Luis.

## Kariera klubowa
Domínguez pochodzi z miejscowości Arriaga w stanie Chiapas i jako nastolatek przebywał na testach w mającym siedzibę w pobliskim Tuxtla Gutiérrez klubie Jaguares de Chiapas, jednak nie został przyjęty do tego zespołu. W późniejszym czasie wyjechał do miasta Oaxaca, gdzie wziął udział w naborze do akademii juniorskiej klubu Cruz Azul ze stołecznego miasta Meksyk, tym razem z udanym skutkiem; w wieku szesnastu lat rozpoczął treningi w tej ekipie. Do seniorskiej drużyny został włączony jako osiemnastolatek przez szkoleniowca Isaaca Mizrahiego i w meksykańskiej Primera División zadebiutował 29 kwietnia 2006 w wygranym 3:2 spotkaniu z Pachucą. Początkowo pełnił rolę rezerwowego, jednak podstawowym graczem Cruz Azul został już pięć miesięcy później – został obdarzony przydomkiem "Cata" za sprawą podobnego stylu gry do byłego obrońcy klubu, argentyńskiego stopera Daniela "Caty" Díaza. Premierowe gole w najwyższej klasie rozgrywkowej strzelił 14 listopada 2007 w wygranej 2:0 konfrontacji z Pachucą.
W wiosennym sezonie Clausura 2008 Domínguez zdobył z Cruz Azul tytuł wicemistrza kraju, mając pewne miejsce w linii defensywy. Sukces ten powtórzył również pół roku później, podczas jesiennych rozgrywek Apertura 2008, zaś po raz trzeci wicemistrzostwo zanotował w sezonie Apertura 2009. W tym samym roku dotarł również ze swoim zespołem do finału najbardziej prestiżowych rozgrywek północnoamerykańskiego kontynentu – Ligi Mistrzów CONCACAF. W 2010 roku powtórzył to osiągnięcie, natomiast w sezonie Clausura 2013 wywalczył swoje czwarte wicemistrzostwo kraju, a także triumfował w rozgrywkach pucharu Meksyku – Copa MX. W 2014, współtworząc parę stoperów z Luisem Amaranto Pereą, po raz pierwszy w karierze wygrał natomiast północnoamerykańską Ligę Mistrzów, a kilka miesięcy później wziął udział w Klubowych Mistrzostwach Świata, gdzie zajął z Cruz Azul czwarte miejsce.
| Sezon     | Klub      | Kraj   | Rozgrywki | Mecze | Bramki |
| --------- | --------- | ------ | --------- | ----- | ------ |
| 2005/2006 | Cruz Azul | Meksyk | Liga MX   | 2     | 0      |
| 2006/2007 | Cruz Azul | Meksyk | Liga MX   | 32    | 0      |
| 2007/2008 | Cruz Azul | Meksyk | Liga MX   | 37    | 2      |
| 2008/2009 | Cruz Azul | Meksyk | Liga MX   | 37    | 3      |
| 2009/2010 | Cruz Azul | Meksyk | Liga MX   | 30    | 1      |
| 2010/2011 | Cruz Azul | Meksyk | Liga MX   | 24    | 1      |
| 2011/2012 | Cruz Azul | Meksyk | Liga MX   | 29    | 0      |
| 2012/2013 | Cruz Azul | Meksyk | Liga MX   | 30    | 0      |
| 2013/2014 | Cruz Azul | Meksyk | Liga MX   | 35    | 1      |
| 2014/2015 | Cruz Azul | Meksyk | Liga MX   | 34    | 1      |
| 2015/2016 | Cruz Azul | Meksyk | Liga MX   | 29    | 2      |
| 2016/2017 | Cruz Azul | Meksyk | Liga MX   | 33    | 0      |
| 2017/2018 | Cruz Azul | Meksyk | Liga MX   | 33    | 2      |
| 2018/2019 | Cruz Azul | Meksyk | Liga MX   | 42    | 1      |
| 2019/2020 | Cruz Azul | Meksyk | Liga MX   | 27    | 2      |
| 2020/2021 | Cruz Azul | Meksyk | Liga MX   |       |        |

## Kariera reprezentacyjna
W 2007 roku Domínguez znalazł się w ogłoszonym przez szkoleniowca Jesúsa Ramíreza składzie reprezentacji Meksyku U-20 na Mistrzostwa Świata U-20 w Kanadzie, gdzie miał niepodważalne miejsce na środku obrony i rozegrał wszystkie pięć meczów od pierwszej do ostatniej minuty, tworząc duet stoperów z Héctorem Moreno. Meksykanie, posiadający wówczas w wyjściowej jedenastce graczy takich jak Carlos Vela, Giovani dos Santos czy Javier Hernández, odpadli ze światowego czempionatu w ćwierćfinale, ulegając w nim późniejszemu triumfatorowi – Argentynie (0:1).
W 2006 roku Domínguez został powołany przez Jesúsa Ramíreza do olimpijskiej reprezentacji Meksyku U-23 na Igrzyska Ameryki Środkowej i Karaibów w Cartagenie. Tam pełnił rolę podstawowego zawodnika drużyny i wystąpił we wszystkich trzech spotkaniach od pierwszej minuty, zaś jego kadra odpadła ostatecznie z męskiego turnieju piłkarskiego w ćwierćfinale po porażce z Hondurasem (1:3). W 2008 roku wziął natomiast udział w turnieju kwalifikacyjnym do Igrzysk Olimpijskich w Pekinie. Tam rozegrał wszystkie trzy mecze w pełnym wymiarze czasowym, a jego drużyna, prowadzona przez selekcjonera Hugo Sáncheza, nie zdołała się zakwalifikować na olimpiadę.
W seniorskiej reprezentacji Meksyku Domínguez zadebiutował za kadencji selekcjonera Hugo Sáncheza, 22 sierpnia 2007 w przegranym 0:1 meczu towarzyskim z Kolumbią. Osiem lat później został powołany przez Miguela Herrerę do rezerwowego składu kadry narodowej na rozgrywany w Chile turniej Copa América, gdzie był podstawowym stoperem drużyny i rozegrał wszystkie trzy spotkania od pierwszej do ostatniej minuty. Meksykanie zakończyli jednak swój udział w rozgrywkach już w fazie grupowej.